# Tridekan
Tridekan – organiczny związek chemiczny z grupy wyższych alkanów. Występuje m.in. w wydzielinie obronnej pluskwiaków Cosmopepla bimaculata.
W kombinacji z undekanem i innymi ciekłymi alkanami pochodzącymi z ekstraktów roślinnych jest stosowany jako emolient zastępujący syntetyczne oleje silikonowe w kremach i innych środkach kosmetycznych.